# Johann Oberndorfer

Johann Oberndorfer, vor 1895

Johann Oberndorfer (* 5. Mai 1837 in Bubendorf (heute Gemeinde Wolfsbach), Bezirk Amstetten; † 19. März 1910 in Weistrach, Bezirk Amstetten) war Landwirt und Abgeordneter zum Österreichischen Abgeordnetenhaus.

## Leben
Johann Oberndorfer war Sohn des Landwirts Josef Oberndorfer († 1868). Er besuchte eine Volksschule in St. Peter in der Au (Bezirk Amstetten) und übernahm im Jahr 1860 das (kleine) Anwesen seiner Eltern (vulgo Flankl) in St. Peter in der Au. Im Jahr 1885, nachdem er seine zweite Frau geheiratet hat, übernahm er auch einen Hof in Weistrach (vulgo Pöllndorfer).
Er war 1884 Mitgründer und Mitglied des Ausschusses des Österreichischen Bauernbunds Mittelstraße in Wien. 1896 war er Mitgründer und bis 1904 Obmann des Bauernvereins des Viertels ober dem Wienerwald und 1906 Mitgründer der Nachfolgeorganisation Niederösterreichischer Bauernbund. Von 1894 bis 1908 war er auch Mitglied des Zentralausschusses der k.k. Landwirtschaftsgesellschaft in Wien. 1895 war er Mitgründer und Mitglied des Ausschusses des Landesverbands der Landwirte Niederösterreichs, 1898 Mitgründer und bis 1910 Vizepräsident der Österreichischen Zentralstelle zur Wahrung der land- und forstwirtschaftlichen Interessen in Wien. Im Jahr 1883 war er auch Mitgründer und Mitglied des Ausschusses des Katholisch-Patriotischen Volks- und Pressvereins für Niederösterreich in St. Pölten. Er starb am 19. März 1910 im Alter von 72 Jahren in Wolfsbach laut Sterbebuch an Marasmus chron. Cystitis b. Prostata Hypertrophie.
Johann Oberndorfer war von 1878 bis 1908 Mitglied im Niederösterreichischen Landtag (IV., V., VI., VII. und VIII. Wahlperiode), als Abgeordneter der Landgemeinden Waidhofen an der Ybbs (bis 1896) bzw. als Abgeordneter der Landgemeinden Waidhofen an der Ybbs, Gaming, St. Peter in der Au (ab 1896). Im Jahr 1864 war er Gemeinderat und von 1867 bis 1885 Bürgermeister von St. Peter in der Au Dorf. Von 1885 bis 1905 war er Bürgermeister von Weistrach. Er war auch Träger des Goldenen Verdienstkreuzes mit der Krone und Ehrenbürger von 30 Gemeinden (u. a. von Dorf St. Peter, Lunz und Gaming).
Er war römisch-katholisch und ab 1860 verheiratet mit Maria Kammerhofer († 1880), mit der er vier Töchter und zwei Söhne hatte, wobei ein Sohn jung verstorben ist. Nach dem Tod seiner Ehefrau heiratete er 1881 Theresia Brunmayr, verwitwete Schattauer († 1900).

## Politische Funktionen
Johann Oberndorfer war vom 7. Oktober 1879 bis zum 30. Januar 1907 Abgeordneter des Abgeordnetenhauses im Reichsrat (VI., VII., VIII., IX. und X. Legislaturperiode) und war dort für die Kurie Niederösterreich, Landgemeinden 2 (Amstetten, Ybbs, Waidhofen an der Ybbs, Scheibbs, Mank, Gaming) zuständig.

## Klubmitgliedschaften
Johann Oberndorfer war ab 1879 Mitglied im Klub des rechten Zentrums, ab dem 19. November 1881 im Zentrum-Klub, ab dem 15. Mai 1890 war er fraktionslos, ab 1891 im Klub der Konservativen, ab dem 16. November 1895 für 10 Tage wieder fraktionlos, ab dem 26. November 1895 im Klub der katholischen Volkspartei, ab 1897 wieder fraktionslos und ab dem 22. September 1897 in der katholisch-konservativen Christlich-sozialen Vereinigung.